# Formaldienst
Der Formaldienst ist die in der Bundeswehr gebräuchliche Bezeichnung für das Exerzieren.

## Zweck
Die Formalausbildung dient dem Einüben von bestimmten Formen des Verhaltens des Soldaten, die für die äußere, und damit innere Disziplin im militärischen Dienst unerlässlich sind. Es handelt sich dabei um die einzige Dienstausübung, in der der Soldat lernt, seinem Vorgesetzten auf Kommando mit einer bestimmten Handlung zu folgen und Gehorsam zu leisten. Entstanden ist der Formaldienst aus den Bewegungen zum Gefecht von Linientruppenteilen auf dem Gefechtsfeld.
Für die Bundeswehr regelt die Zentralrichtlinie A2-221/0-0-1280 „Formaldienstordnung“ (vormals Zentrale Dienstvorschrift ZDv 3/2) bestimmte Formen des Verhaltens sowohl für einzelne Soldaten als auch für Abteilungen in militärischen Formationen. Die Bestandteile des Formaldienstes haben ihren historischen Ursprung zum Teil im 16. bis 18. Jahrhundert, als es die Kampftaktik in Schlachten erforderlich machte, dass Soldaten in einer Linie standen und dabei Bewegungen präzise und koordiniert, insbesondere für den Feuerkampf und die Ladetätigkeiten ihrer Schusswaffen, ausführten. Auch wenn diese Methoden in technischer Hinsicht überholt sind, fördert der Formaldienst Verhaltenssicherheit in der soldatischen Gemeinschaft und gegenüber den Streitkräften verbündeter Nationen. Er schult Sicherheit im Auftreten und trägt so zur äußeren wie inneren Disziplin der Soldaten sowie der Truppe bei.

## Inhalt

### Formaldienst des einzelnen Soldaten bei der Bundeswehr

#### Grundstellung
Der Soldat wird zunächst darin ausgebildet, korrekt zu stehen und auf Befehle unverzüglich zu reagieren. Die Grundstellung, durch das Kommando „Stillgestanden!“ oder „Achtung!“ befohlen, bedeutet:
- Die Füße stehen mit den Hacken aneinander.
- Die Fußspitzen zeigen in einem Winkel von ca. 60° nach außen.
- Das Körpergewicht ruht gleichmäßig auf beiden Füßen.
- Die Brust ist vorgewölbt.
- Die Schultern sind in gleicher Höhe leicht zurückgenommen.
- Die Arme hängen herab, der Zwischenraum zwischen Ellenbogen und Körper beträgt etwa eine Handbreite.
- Die Hände liegen mit ausgestreckten, aneinander liegenden Fingern mit den Handflächen an der Außenseite der Oberschenkel an. (Bis 2004: „Die Hände sind geschlossen und liegen mit den Handrücken nach außen am Oberschenkel. Die gekrümmten Finger berühren die Handfläche, der Daumen liegt ausgestreckt entlang des gekrümmten Zeigefingers.“)
- Der Kopf wird aufrecht gehalten, der Blick ist frei geradeaus gerichtet, der Mund ist geschlossen.

Beim Kommando „Achtung!“ nimmt der Soldat unverzüglich Grundstellung zum Vorgesetzten oder in die befohlene Richtung ein, wie bei der Meldung an einen höheren Vorgesetzten. Dieses Kommando dient auch dazu, Handlungen und Bewegungen von Soldaten in besonderen Situationen zu unterbrechen.
Analog zur Grundstellung ist das „Rührt Euch!“. Hierzu bewegt der Soldat beim gleichnamigen Kommando seinen linken Fuß ca. 20 cm nach links und die Hände hinter seinen Rücken. Verhindert das Tragen einer Waffe, der persönlichen Ausrüstung oder anderer Gegenstände ein Auf-den-Rücken-Nehmen der Hände, hängen diese frei herab.
Als Ankündigungskommando für „Stillgestanden!“ und „Rührt euch!“ ist die Abteilung oder der Soldat anzusprechen (beispielsweise I. Zug). Bei „Achtung!“ entfällt ein Ankündigungskommando grundsätzlich. Es kann gegeben werden, falls nur ein Teil einer Abteilung gemeint ist (beispielsweise 1. Gruppe).

#### Der Militärische Gruß
Der militärische Gruß erfolgt in straffer Haltung. Dabei wird die zu grüßende Person angesehen. Gegebenenfalls folgt der Blick der zu grüßenden Person bis zur Schulterlinie. Zum Gruß wird die rechte Hand mit aneinander liegenden Fingern, angelegtem Daumen und der Fingerspitze des Mittelfingers dicht über der Schläfe schnell an den Kopf oder den Rand der Kopfbedeckung so geführt, dass
- der Handrücken nach oben zeigt,
- der Unterarm und die Hand eine Gerade bilden und
- der Ellenbogen sich etwa in Schulterhöhe befindet.

Der Gruß ist zu beenden, sobald dieser erwidert wurde oder die zu grüßende Person vorbeigegangen ist.
Aus sitzender Position wird nicht gegrüßt, sondern sich zum Gruß erhoben. In der Öffentlichkeit und außerhalb des Dienstes sowie im privaten Bereich kann sitzengeblieben werden. Fahrer und Besatzungen von Kraftfahrzeugen grüßen nicht; beim Fahren mit dem Fahrrad unterbleibt der Gruß ebenso.
Werden größere Gegenstände getragen oder ist durch das Tragen der Waffe der Gruß nicht durchführbar, so ist durch Blickwendung zu grüßen. Beim Tragen kleinerer Gegenstände wird die rechte Hand rechtzeitig freigemacht. Ist aufgrund einer Verletzung oder einer anderen Körperbehinderung mit der rechten Hand ein militärischer Gruß nicht möglich, so wird mit der linken Hand gegrüßt.

### Formaldienst von Abteilungen bei der Bundeswehr
Hierbei ist geregelt, wie sich Abteilungen (mindestens in Stärke eines Trupps) zu verhalten haben.

#### Antreten
Geschlossene Abteilungen treten grundsätzlich in einer Formation, i. d. R. geordnet nach Dienstgradgruppen und/oder Körpergröße an. Bei Gruppen und kleineren Abteilungen (hierbei wird von einer Stärke von weniger als zwölf Soldaten einschließlich des militärischen Führers ausgegangen) wird in Linie zu einem Glied angetreten. Das bedeutet, dass die Soldaten in einer Reihe stehen, mit den Fußspitzen auf einer Höhe und mit der Front in Richtung des Vorgesetzten. Bei stärkeren Abteilungen (Zug, Kompanie etc.) wird i. d. R. in Linie (zu 3 Gliedern) angetreten („drei hintereinander, viele-viele nebeneinander“). Hierbei wird, wie in Linie zu einem Glied, von rechts beginnend angetreten; hinzustoßende Soldaten treten links in die Formation ein. Auch hier wird der Größe nach angetreten. Truppführer und Gruppenführer stehen rechts der Formation, danach der Zugführer und abschließend der Kompaniechef. Die Ausnahme davon ist der Kompaniefeldwebel, der traditionell bei geschlossener Formation einer Einheit immer ganz auf der linken Seite antritt.
Aus der Vorgabe, dass militärische Führer (Truppführer, Gruppenführer, Zugführer. etc.) an der rechten Seite der Formation eintreten, entstand der Irrglaube, eine Formation würde nach Dienstgraden sortiert antreten – dies ist jedoch nur dann zutreffend, wenn die höheren Dienstgrade entsprechende Führungsaufgaben wahrnehmen.
Die Linie zu einem Glied wird nach dem „Rechts – um!“ zur Reihe. Die Linie („drei hintereinander, viele-viele nebeneinander“) wird zur Marschordnung.

#### Wegtreten
Auf das Kommando „Wegtreten!“ wird der Platz schnellen Schrittes verlassen. Dabei ist die Bewegungsrichtung oder das Ziel zu befehlen; wenn nötig, ist zunächst die Wendung in die befohlene Richtung auszuführen. Ein pauschales „Abteilung – kehrt!“ sieht die Formaldienstordnung hierbei jedoch nicht vor. Vor dem Kommando „Wegtreten!“ ist die Grundstellung zu befehlen.

#### Formationsänderungen
Soll eine geschlossene Abteilung (z. B. ein Zug) in ein Gebäude einrücken, hat sich in der Truppe der Befehl „Reihe links, Mitte, rechts – in das Gebäude einrücken!“ eingebürgert. Auch hierfür sieht die Formaldienstordnung ein anderes Prozedere mit einer festgelegten Kommandofolge vor: die Formationsänderung. Diese kann selbstverständlich nicht nur beim Einrücken in Gebäude, sondern auch zum Passieren von Engstellen etc. genutzt werden.
Der Übergang von der Marschordnung in die Reihe aus dem Halten erfolgt mit den Kommandos
- „Reihe rechts – Ohne Tritt – Marsch!“ („Die Reihe links – Ohne Tritt Marsch!“) oder

- „Rottenweise – Reihe rechts – Ohne Tritt – Marsch!“ („Rottenweise – die Reihe links – Ohne Tritt – Marsch!“)

Bei der ersten Variante tritt die rechte (linke) Reihe mit normaler Schrittlänge an; die beiden übrigen Reihen schließen jeweils am Ende der Nachbarreihe an.
Bei der zweiten Variante tritt der rechte (linke) Flügelmann der ersten Rotte mit normaler Schrittlänge an. Die anderen der Rotte wenden sich um ca. 45° nach rechts (links) und folgen dem Flügelmann in Reihe. Die folgenden Rotten verhalten sich entsprechend, bis die gesamte Abteilung die Reihe eingenommen hat.
Es sind auch weitere Kommandos für den Übergang aus der Marschordnung in die Reihe aus der Bewegung und aus der Reihe in die Marschordnung (aus dem Halten sowie aus der Bewegung) festgelegt, auf deren Darstellung hier aus Gründen der Übersichtlichkeit verzichtet wird.

#### Die Meldung
Die Meldung ist zwar grundsätzlich Formaldienst des einzelnen Soldaten, findet aber auch mit einer Formation statt. Der einzelne Soldat meldet sich bei seinem Vorgesetzten, indem er die Grundstellung einnimmt, militärisch grüßt und sich
- wie befohlen meldet,
- in dienstlicher Angelegenheit meldet oder
- in persönlicher Angelegenheit meldet.

Eine Formation kann ebenfalls gemeldet werden. Hierbei wird zuerst die Formation von ihrem eigenen Führer ins Stillgestanden gestellt, es folgen die Befehle „Richt Euch!“ (ohne Ankündigungskommando), „Augen gerade – aus!“ und „Zur Meldung Augen – rechts!“ (bzw. „… die Augen – links!“; unabhängig davon wird der Kopf immer genau zu dem hin gewendet, an den gemeldet wird); anschließend wird die Abteilung dem Vorgesetzten in der Stärke gemeldet, in der sie angetreten ist.

#### Der Marsch
Um die Abteilung zum Marschieren zu befehlen, muss sie erst in Marschrichtung bewegt werden (Formation Reihe oder Marschordnung). Hierzu befiehlt der Vorgesetzte „Rechts – um!“, wobei jeder Soldat der Abteilung sich gleichzeitig um 90° nach rechts dreht. Dabei ist das Kommando „Rechts -“ das Ankündigungskommando und „um!“ das Ausführungskommando. Anschließend befiehlt der kommandierende Vorgesetzte entweder „Ohne Tritt – Marsch!“ oder „Im Gleichschritt – Marsch!“. Um die Formation anzuhalten, befiehlt er beim Marsch ohne Tritt „Vorne halten!“, im Gleichschritt „Abteilung – halt!“.
Während nach dem Marsch im Gleichschritt und dem Kommando „Abteilung – halt!“ Grundstellung eingenommen wird, bleibt beim Marsch ohne Tritt und dem Kommando „Vorne halten!“ die erste Rotte einer marschierenden Abteilung im „Rührt Euch“ stehen, die nachfolgenden Rotten schließen bis auf 80 cm auf und richten sich aus.

## Protokollarischer Dienst
Für repräsentative Staatsaufgaben wie Empfänge und militärische Ehren haben die meisten Armeen speziell ausgebildete Wacheinheiten.

### Deutschland

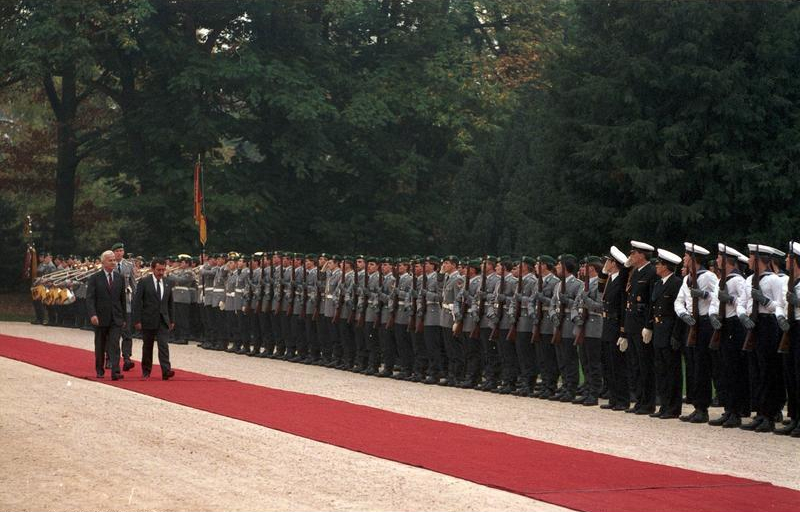
Wachbataillon beim BMVg

In Deutschland ist es das Wachbataillon beim Bundesministerium der Verteidigung. Es führt zusätzlich zum Formaldienst eines jeden Soldaten besondere Bewegungen nach dem alten preußischen Exerzierreglement durch. Dazu ist es mit nicht mehr schussfähigen Gewehren 98k ausgerüstet.

### Österreich
In Österreich ist das Gardebataillon des Österreichischen Bundesheeres im protokollarischen Dienst eingesetzt.